# تسوتومو إيسوبي
تسوتومو إيسوبي (磯部勉 إيسوبي تسوتومو) هو ممثل ياباني ولد في 13 أكتوبر 1950 في طوكيو.

## أدواره في الأنمي

### مسلسلات أنمي تلفزيونية
- بليد - ديكون فروست
- بلاك لاغون - داتش
- ون أوتس - هيروميتشي كوجيما
- مونستر - المفتش هاينريخ لونغ
- نايت رايد 1931 - كانجي إيشيوارا
- جانجريف - هاري مكداول
- هيوغيمونو - أودا ناغاماسا/أودا جوراكوساي
- يورمنغاند - بوكمان
- يورمنغاند PERFECT ORDER - بوكمان
- ماجيك كايتو 1412 - تسوجيرو هاسورا
- كل شيء يصبح أف - شوسكي نيشينوسونو

### أفلام أنمي
- كاوبوي بيباب: باب النعيم - فنسنت فولاجو
- ترايجان Badlands Rumble - جاسباك
- فيلم البدلة المتنقلة جاندام 00: أ ويكينينج أوف ذا تريلبليزر - إيوليا شنبرغ
- مغامرة جوجو الغريبة: فانتوم بلاد - جورج جوستار الأول
- فيلم ناروتو: صدام النينجا في أرض الثلج - دوتو كازاهانا
- كينغسلايف: فاينال فانتازي 15 - ريجيس لوسيس

## أدواره في ألعاب الفيديو
- جانجريف - هاري مكداول
- كينجدوم هارتس 3D: دريم دروب ديستانس - كيفن فلين، كلو
- تيلز أوف إكسيليا 2 - بيزلي باكور
- ستريت فايتر X تيكن - بوب ريتشاردز

## أدواره في الدبلجة اليابانية
- دراغون بول إيفولوشن - المعلم روشي
- الكنز الوطني - إيان هو
- غير قابل للكسر - ديفيد دان
- الإشارات - غراهام هيس
- ترون: الإرث - كيفن فلين، كلو 2.0
- المتحولون: عصر الانقراض - لوكداون
- لعبة إندر - العقيد هايرام غراف

## وصلات خارجية
- تسوتومو إيسوبي على موقع IMDb (الإنجليزية)
- تسوتومو إيسوبي على موقع ألو سيني (الفرنسية)
- تسوتومو إيسوبي على موقع قاعدة بيانات الفيلم (الإنجليزية)
- تسوتومو إيسوبي على موقع كينوبويسك (الروسية)
- تسوتومو إيسوبي على موقع ANN person (الإنجليزية)